# Pristipomoides zonatus
Pristipomoides zonatus és una espècie de peix de la família dels lutjànids i de l'ordre dels perciformes.

## Morfologia
- Els mascles poden assolir 50 cm de longitud total.[4][5]

## Alimentació
Menja peixos, gambes, crancs, cefalòpodes i urocordats.

## Hàbitat
És un peix marí i d'aigües profundes que viu entre 70-300 m de fondària.

## Distribució geogràfica
Es troba des de l'Àfrica oriental fins a Hawaii, Tahití, el sud del Japó i Austràlia.